# 6e régiment de cavalerie (États-Unis)
Pour les articles homonymes, voir 6e régiment.

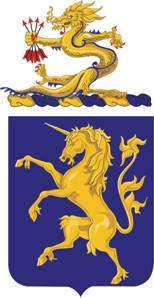
Drapeau du 6ᵉ régiment de cavalerie des États-Unis.

Le 6e régiment de cavalerie des États-Unis, surnommé le Fighting Sixth, est un régiment historique de l'Armée de terre des États-Unis qui était à sa création un régiment de cavalerie et qui participa à la guerre de Sécession. Il est actuellement organisé en escadrons d'aviation qui sont divisés en différentes brigades d'aviation.